# Ibson Barreto da Silva
Ibson Barreto da Silva, simplemente conocido como Ibson, (São Gonçalo, Río de Janeiro, Brasil; 7 de noviembre de 1983) es un futbolista brasileño. Juega como mediocampista y actualmente se encuentra sin equipo.
Su último club fue el Minnesota United de la Major League Soccer de Estados Unidos.

## Clubes
| Club              | País           | Año         |
| ----------------- | -------------- | ----------- |
| Flamengo          | Brasil         | 2003 - 2005 |
| Oporto            | Portugal       | 2005 - 2007 |
| Flamengo (cesión) | Brasil         | 2007 - 2009 |
| Spartak de Moscú  | Rusia          | 2009 - 2011 |
| Santos            | Brasil         | 2011 - 2012 |
| Flamengo          | Brasil         | 2012 - 2013 |
| Corinthians       | Brasil         | 2013        |
| Bolonia           | Italia         | 2014        |
| Corinthians       | Brasil         | 2014        |
| Recife (cesión)   | Brasil         | 2014        |
| Minnesota United  | Estados Unidos | 2015 - 2016 |
| Minnesota United  | Estados Unidos | 2017 - 2018 |

## Palmarés

### Campeonatos nacionales
| Título                | Equipo   | País     | Año  |
| --------------------- | -------- | -------- | ---- |
| Primeira Liga         | Oporto   | Portugal | 2006 |
| Copa de Portugal      | Oporto   | Portugal | 2006 |
| Supercopa de Portugal | Oporto   | Portugal | 2006 |
| Primeira Liga         | Oporto   | Portugal | 2007 |
| Serie A               | Flamengo | Brasil   | 2009 |

### Campeonatos internacionales
| Título              | Equipo      | Lugar     | Año  |
| ------------------- | ----------- | --------- | ---- |
| Recopa Sudamericana | Corinthians | São Paulo | 2013 |

### Distinciones individuales
| Distinción                                        | Año  |
| ------------------------------------------------- | ---- |
| Parte del Equipo del Año del Campeonato Brasileño | 2007 |